# Anna Maria Adamsdotter
Anna Maria Adamsdotter, född cirka 1680, död efter 1728, var en svensk-romsk spåkvinna av resandefolket, som ställdes inför rätta för häxeri i Karlskrona 1709. Adamsdotter utvisades till Ryssland 1728.

## Bakgrund
Anna Maria Adamsdotter uppges ha varit född i Frankfurt, och reste i både Sverige och Danmark. Hon kunde flera språk, talade felfri svenska och uppgav själv att hennes familj länge levt i landet. Hon återfinns i flera rättskällor i Sverige, i vilka hon beskrevs som ”tartare” och ”ziguenare”. Under en rannsakning framgår att hon förstod franska och var född i Frankrike. Hon var troligtvis dotter till soldaten Adam Stefano, en period trumslagare i Köpenhamn.

## Rättegången i Karlskrona 1709
Anna Maria försörjde sig på spådomskonst och på att utföra trollkonster. Dokumenten från hennes rättegång i Karlskrona 1709 innehåller en mening på romani som är det äldsta kända språkprovet på romani i Norden.
Anna Maria uppgav att hon hade lärt sig att spå i händer och "läsa planeter" av sin mor vid 15-16 års ålder, och att hon själv lärde ut samma konst till sin trettonåriga dotter Dorotea; även hennes svärmor och farmor var verksam inom samma yrke, och farmodern hade dessutom använt sig av en bok med ”stympade kroppar af allehanda figurer” som användes för syftet. Hon kallade sig själv för ”tartare” och sade att många av samma folk hade samma yrke och ”förtiena sig wackra penningar” på det, men att trollkonsterna bara var ”maneer för de kringstrykande så kallade tartarna, att sökia sin födo och uppehälle” det vill säga trick hon sålde för pengar till den bofasta befolkningen, som däremot trodde att hon utövade verklig trolldom. Det förekommer flera andra rättsdokument där romska kvinnor blivit ställda inför rätta av samma skäl.
Anna Maria beskrev flera av de trollkonster hon utförde, och visade också upp sina påstådda magiska föremål, som kallades ”gyckelvärk”. Hon sålde trollkonster genom att gömma ett påstått magiskt föremål på en bondgård, och sedan knacka på och förklara att familjen var utsatt för ond magi av en granne, men att hon kunde ta bort den onda svarta magin genom vit skyddsmagi. Hon beskrev en sådan trollkonst inför rätten:
"Hon tar ett ben som hon gröper ut ögon, tänder, och näsa och fäster på hår med lite bäck. När tillfälle ges gräver hon ner det i ett stall eller fähus när ingen ser. När hon gjort detta så övertygar hon folket, som vanligtvis är bönder på landet, att deras grannar har åkallat svart magi för att skada deras boskap. När hon kommit överens om en ersättning så säger hon att hon ska visa dem skepnaden på det som orsakat skada. Och så går hon dit där hon grävt ned det urgröpta benet. Hon tar upp det och visar dem. Detta styrker det hon påstår och görs i bondens och hustruns närvaro, i ett ljus som medför att de inte kan märka vad hon gör." 
Rådhusrätten i Karlskrona dömde Anna Maria Adamsdotter till döden för stöld, spådom och signeri i enlighet med plakatet om ”tattare och zigenare” av den 12 mars 1662. Dödsdomen verkställdes dock inte, utan omvandlades av Göta hovrätt till 30 par ris.

## Rannsakning i Göteborg
Anna Maria Adamsdotter satt frihetsberövad i Göteborg 1711 då hon tillsammans med flera andra "tartarer" genomgick en omfattande rannsakning. Hon uppgav att hon varit i Sverige i fyra år och att föräldrana bott i Gränna. Hon hade rest från Helsingborg till Danmark och sedan utrikes för att sedan återkomma till Sverige. Hon omnämns vara av "Tartarisk-härkomst" och gift med Bartholomeus Ludvigsson. I detta sällskap ingick även den romska borgaren Peter Christophersson Frantzwagner.

## Anklagad för stöld i Gävle
Anna Maria Adamsdotter reste en tid i sällskap med Per Jönsson Hellbom Lindgren. Deras familjer hade en nära relation, hon övernattade ibland hos Hellbom och i perioder tog han också hand om hennes dotter Dordi. Adamsdotter nämner senare i ett förhör flera år senare att de skilts åt då han tagit värvning som soldat. Han dömdes till nio varv gatlopp på Alderholmen i Gävle för att ha rymt från militärtjänstgöring.
År 1722 ska Anna Maria Adamsdotter ha stulit en silverkanna och bägare hos en handelsman i Gävle som Hellbom sedan ska ha förvarat. Det framkommer i rannsakningen att Hellbom kände till att Anna Maria tänkte begå inbrottet. Hellbom dömdes till sju varv gatlopp för medhjälp till stöld och Anna Maria Adamsdotter dömdes till döden. Han fick sitt gatloppsstraff sänkt till fem varv i Svea hovrätt och Anna Maria fick straffet omvandlat till kroppstraff samt utvisning ur landet.

## "Kapten Elins trolltyg"

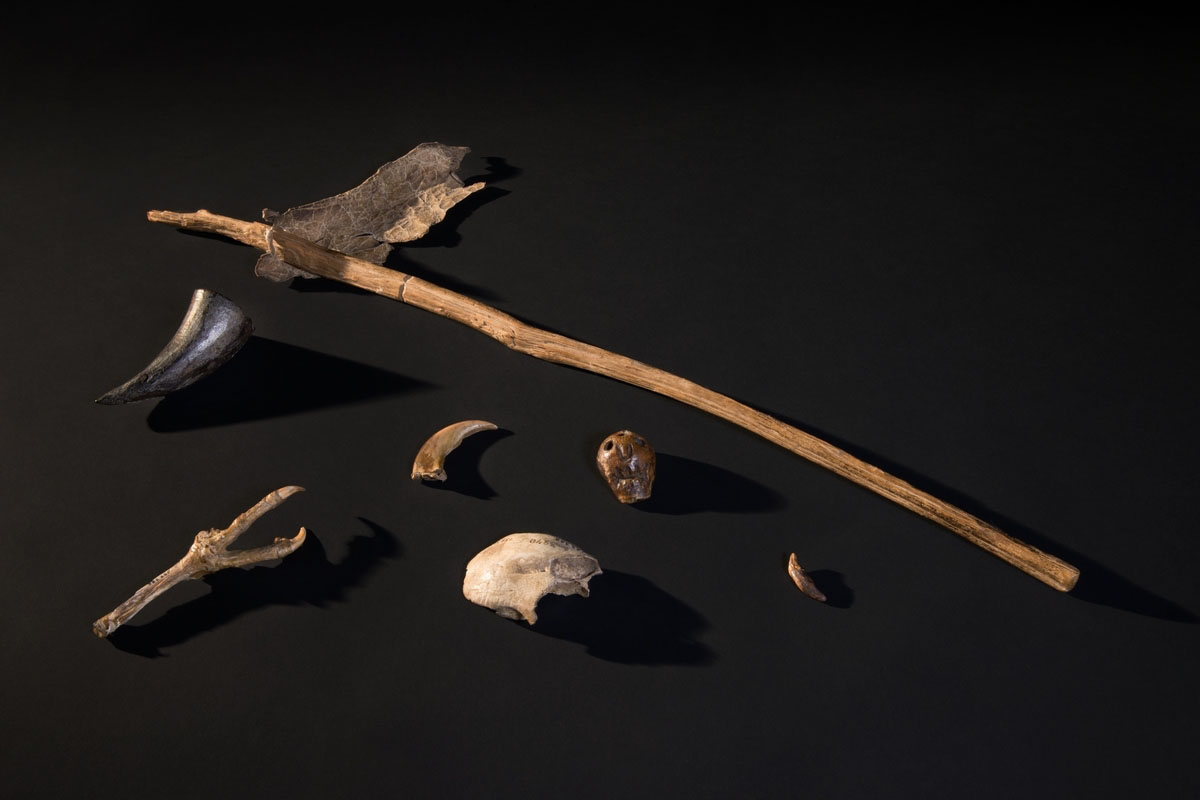
"Kapten Elins trolltyg", som består av en mjölkhare, ett kohorn, en hönsfot, en döskalle, en björnklo, en bit skallben och eventuellt en tand.

En samling föremål som kallats för "Kapten Elins trolltyg" förvarades länge på Göta Hovrätt i Jönköping, men överlämnades 1864 till Statens historiska museum och 1926 till Nordiska museet. De har enligt traditionen tillhört Kapten Elin, men härstammar troligen från flera separata häxprocesser.
Troligen härstammar "Kapten Elins" döskalle från en annan person, nämligen Anna Maria Adamsdotter (född ca 1680) som var av resandesläkt. Hennes mål som hade med trolldom att göra sköttes också av Göta Hovrätt. Döskallen överensstämmer med beskrivning och är förmodligen ett av de äldsta föremålen kopplat till romsk historia i världen.